# Catonia antillicola
Catonia antillicola är en insektsart som beskrevs av Albert Burke Wolcott 1936. Catonia antillicola ingår i släktet Catonia och familjen vedstritar. Inga underarter finns listade i Catalogue of Life.